# Eiselfing
Eiselfing – miejscowość i gmina w Niemczech, w kraju związkowym Bawaria, w rejencji Górna Bawaria, w regionie Südostoberbayern, w powiecie Rosenheim. Leży około 22 km na północ od Rosenheimu, koło Wasserburga am Inn.

## Demografia
Dane o ludności z 31 grudnia 2008:
| Opis                                | Ogółem | Ogółem | Kobiety | Kobiety | Mężczyźni | Mężczyźni |
| ----------------------------------- | ------ | ------ | ------- | ------- | --------- | --------- |
| Jednostka                           | osób   | %      | osób    | %       | osób      | %         |
| Populacja                           | 2930   | 100    | 1464    | 49,97   | 1466      | 50,03     |
| Wiek przedprodukcyjny (0–17 lat)    | 622    | 21,23  | 307     | 10,48   | 315       | 10,75     |
| Wiek produkcyjny (18–65 lat)        | 1772   | 60,48  | 880     | 30,03   | 892       | 30,44     |
| Wiek poprodukcyjny (powyżej 65 lat) | 536    | 18,29  | 277     | 9,45    | 259       | 8,84      |

## Polityka
Wójtem gminy jest Rupert Oberhuber, rada gminy składa się z 14 osób.
|      | CSU | SPD | FWG | UL | Razem |
| 2008 | 7   | -   | 3   | 4  | 14    |
| 2002 | 6   | 2   | 3   | 3  | 14    |